# Belle Époque
 For alternative betydninger, se Belle Époque (flertydig). (Se også artikler, som begynder med Belle Époque)
La Belle Époque (fransk, "den skønne tid") var en epoke i Frankrigs historie og europæisk historie, som tog til på slutningen af 1800-tallet (1871) og varede indtil første verdenskrig (1914). La Belle Époque blev anset som en guldalder domineret af skønhed, nye opfindelser og fred mellem Frankrig og nabolandene i Europa.
Udtrykket genspejler de positive samfundsændringer, som fandt sted i perioden og stemninger som vækst, sorgløshed og fremtidstro, men også en nostalgisk tilbageskuelse, som opstod i det traumatiserede Frankrig efter Den fransk-preussiske krig.

## Politik og økonomi
I 1860 blev Frankrig større ved erhvervelse af Nice/Savoie, men landet tabte Alsace-Lorraine ved fredsaftalen i 1871, et tab som skabte en hævnlysten fransk nationalisme. Efter Den fransk-preussiske krig fulgte imidlertid en sjælden lang fredsperiode i Europa, som bragte med sig store økonomiske og tekniske fremskridt i særdeleshed i Frankrig, Storbritannien, Tyskland, Italien og Østrig-Ungarn.
I den tredje franske republik (1871-1940), efter depressionen 1873-1896 fulgte en periode med økonomisk vækst inden for rammen af det, som i Frankrig kaldes den anden industrielle revolution. Hvad eftertiden mest associerer med denne periode, er den optimisme og fremtidstro, som fulgte med de enestående tekniske fremskridt, materialisme.
La belle époque opstod, da borgerklassen høstede frugterne af den økonomiske udvikling og gjorde storbyens boulevarder, kaféer, kabaréter, kunstsaloner og koncerthuse til sit sociale rum. Perioden plejer i Frankrig også at associeres med "les bains de mer", de badebyer, som opstod i Frankrig som en produkt af de nye jernbaner.
Arbejderklassen rundt omkring i Europa begyndte at organisere sig i fagforeninger og politiske partier - og det var i denne periode hvor de første europæiske socialistiske partier blev grundlagt og voksede sig store. Den opdeling af det politiske landkort i venstre og højre, som fortsat er kendt, fæstnede sig i denne periode.
I perioden blev Frankrig også ramt af en række politiske skandaler, hvoraf den mest kendte uden tvivl er Dreyfusaffæren (1894-1906). Skandalerne skal ses i lyset af en stadigt friere og modigere presse, som afdækkede eksisterende forhold, og en faldende tolerance over for magtmisbrug og korruption.

## Teknologi
I perioden blev samfundet grundlæggende ændret af en lang række opfindelser; fra fotografiet udvikledes filmen, sparkecyklen blev udviklet til cyklen og mindre og lettere motorer muliggjorde motorcyklen, bilen og senere flyvemaskinen. Store fremskridt blev også gjort indenfor kemi, elektronik og jernindustri. Eiffeltårnet og Frihedsgudinden bliver bygget. Epokens enorme tiltro til teknikken viste sig blandt andet i Jules Vernes science fiction-romaner.
Opdagelser indenfor medicin og hygiejne førte til at dødeligheden minskes og livslængden øges.

## Kunst
I la belle époque opstod flere kunstretninger, som permanent forandrede europæisk kunst på bekostning af den akademiske og romantiske kunst, som havde domineret kunstlivet indtil da.
Impressionismen slog igennem og med dens omfavnelse af maleriets væsen som udgangspunkt, udviklede Paul Cézanne postimpressionismen. Postimpressionismen blev en vigtig inspirationskilde for først fauvismen (Henri Matisse) og senere kubismen (Pablo Picasso), som blev startskuddet for modernismen.
Impressionismen påvirkede også musikken med komponister som Claude Debussy (Faunens eftermiddag efter et digt af Stéphane Mallarmé) og Erik Satie (Gymnopédies).
Indenfor billedkunst, kunsthåndværk, indretning og arkitektur fik jugendstil stor betydning. En af periodens betydeligste kunstnere var Henri de Toulouse-Lautrec.

## Slutningen påla belle époque
Første verdenskrig gjorde brutalt en ende på den sorgløse fremtidsoptimisme. Teknikken tabte meget af sin tidligere karisma ved de masser af mandefald som skete i krigen. Også mange revolutionære, som tidligere var gået ind for raseringen af "den gamle verden" dæmpede sig eller skiftede mening af denne grund.
Nogle historikere vælger at fastsætte sluttidspunktet for la belle époque til passagerfartøjet Titanics undergang i 1912, en hændelse, som af mange blev opfattet som beviset på at teknikken og videnskaben stod magtesløs overfor naturens kræfter.